# Schleusenwärterhaus (Pollanten)

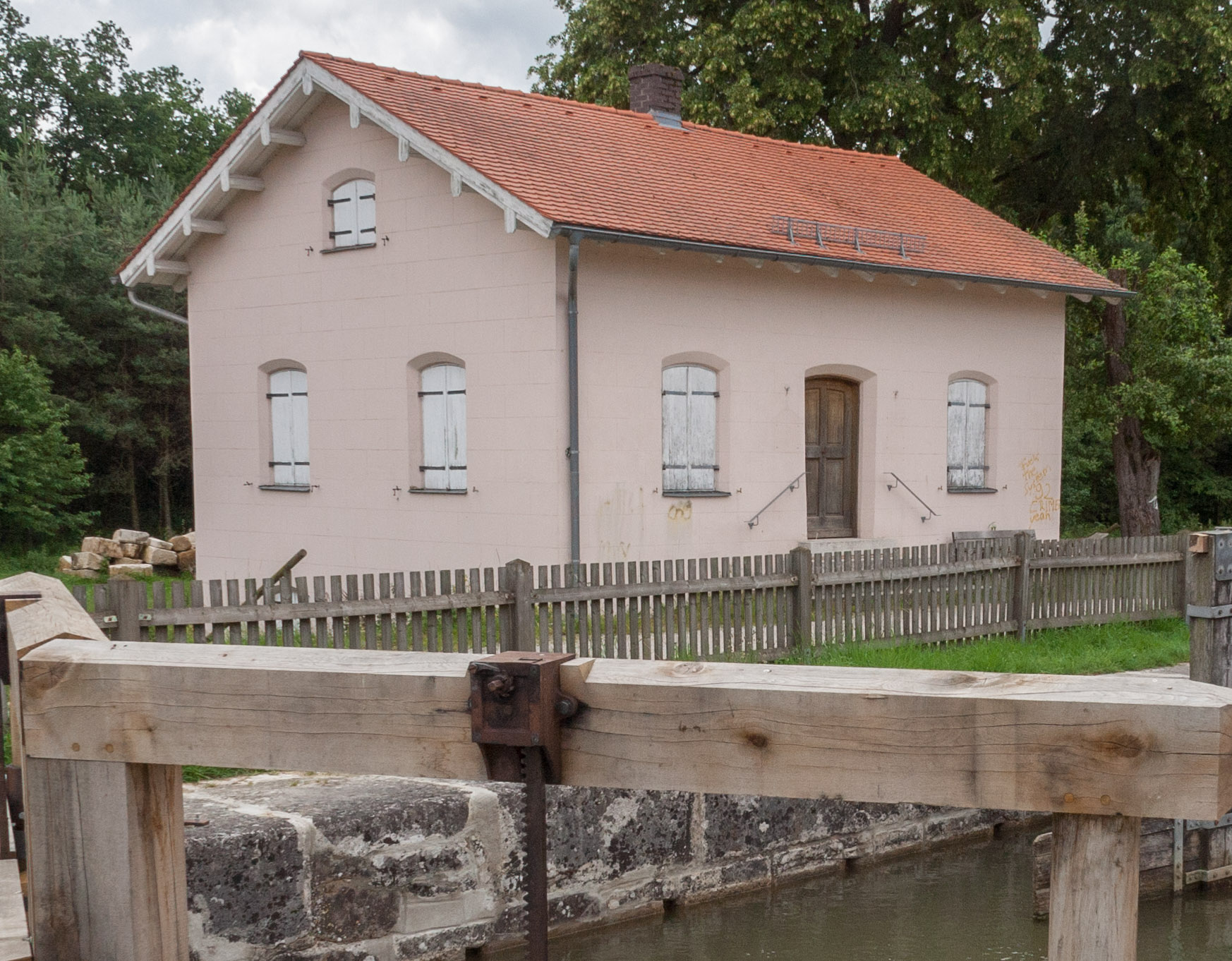
Schleusenwärterhaus in Pollanten

Das Schleusenwärterhaus in Pollanten, einem Stadtteil von Berching im oberpfälzischen Landkreis Neumarkt in der Oberpfalz in Bayern, wurde zwischen 1836 und 1845 errichtet. Das Schleusenwärterhaus ist ein geschütztes Baudenkmal.
Der eingeschossige verputzte Satteldachbau mit Stichbogenfenster war Bestandteil des Ludwig-Donau-Main-Kanals, er stand an der ehemaligen Schleuse 25. Insgesamt gab es 69 Schleusen- und Kanalwärterhäuser, die nach einem Musterplan gebaut worden waren. Nur noch wenige dieser Gebäude sind erhalten.